# Juan Corzo
Juan Corzo y Príncipe (Madrid, 24 de junho de 1873 — Havana, 27 de novembro de 1941) foi um enxadrista hispano-cubano, campeão nacional de Cuba que precedeu Capablanca.

## Vida
Nascido em Madri, Corzo emigrou para Cuba em 1887. Tornou-se campeão do Havana Chess Club em 1898.  Ele é mais conhecido por perder para José Raúl Capablanca (4-3, 6 empates) em 1901 durante a ascensão meteórica daquele grande jogador, quando Capablanca tinha acabado de completar 13 anos. Mas Corzo era uma força no xadrez cubano por direito próprio. Com Capablanca, fundou a Federação Nacional de Xadrez de Cuba, e foi editor de longa data da Revista de Xadrez de Capablanca. Ele ganhou o Campeonato Cubano de Xadrez cinco vezes (em 1898, 1902, 1907, 1912 e 1918).